# Brook Lee
Brook Antoinette Mahealani Lee (sinh ngày 8 tháng 1 năm 1970) là một hoa hậu đến từ bang Hawaii, nước Mỹ. Cô từng đăng quang danh hiệu Miss USA 1997 và Hoa hậu Hoàn vũ 1997.
Brook mang trong mình nhiều dóng máu khác nhau: Hàn Quốc, Bồ Đào Nha, Pháp, Hawaii và Trung Quốc. Cô là người thứ bảy của Hoa Kỳ đăng quang danh hiệu Hoa hậu Hoàn vũ.